# Glenea sjoestedti
Glenea sjoestedti é uma espécie de escaravelho da família Cerambycidae. Foi descrita por Per Olof Christopher Aurivillius em 1903 e está conhecido nos Camarões.